# هلال البادي
هلال البادي، كاتب عماني من مواليد منطقة الباطنة ولاية صحم (المعقلة) عام 1978م. بدأ في ممارسة كتابة القصة القصيرة والمسرح منذ أواسط عقد التسعينيات من القرن العشرين
درس آداب اللغة العربية في كلية الآداب بجامعة السلطان قابوس، وتخرج في العام 2001م، وهو يعمل في الوقت الراهن في الجامعة ذاتها إعلاميا. صدرت له في عام 2005م أول مجموعة قصصية حملت عنوان «مجرد خيال عابر»، ضمنها نتاجه القصصية لمرحلة كتابية امتدت منذ عام 1999 وإلى العام 2005م عن مؤسسة الانتشار في بيروت. في عام 2006م صدرت مجموعته القصصية الثانية، وحملت عنوان «لا يجب أن تبدو كرواية»، وفي العام ذاته صدر له أول كتبه المسرحية بعنوان: جثة وباب وزلزال حمل ثلاثة نصوص مسرحية، تلاه في عام 2007م بمجموعة نصوص مسرحية أخرى حملت عنوان: دوران في منطقة الصفر، وفي عام 2008م أصدرت له دائرة الثقافة والإعلام بالشارقة نصين مسرحيين ضمن مجموعته: ما تبقى من رثاء خولة، وفي العام 2009م صدرت له مجموعة مسرحية رابعة حملة عنوان: بروفة لاثنين، إضافة إلى مجموعة قصصية بعنوان: تنهشه الفئران
في عام 2010 حققت مسرحيته: ما حدث بعد ذلك المركز الأول في مسابقة الهيئة العربية للمسرح، وقد تم إصدارها في كتاب.
كان له عمود أسبوعي في جريدة الرؤية، كما أنه يواصل الكتابة في الصحف والمجلات، وله العديد من المشاركات والأطروحات الأدبية والثقافية محليا وعربيا. نشر في عام 2013 كتابين، «علبة مسامير» وهو عبارة عن مقالات ساخرة كان نشرها سابقا في جريدتي الزمن والرؤية في فترات زمنية متباعدة، «ما حدث بعد ذلك» نص مسرحي فاز، عرض مرتين في مهرجان المسرح العُماني 2011 وفِي جامعة السلطان قابوس من قبل طلبة جماعة المسرح. في عام 2014 أصدر مجموعة قصصية جديدة بعنوان «الدخول مجاني».